# Mi-10直升機
Mi-10直升機的北約代號是鐮刀式（Harke）,它是由Mi-6直昇機發展而來的重型運輸直升機，不同於其他蘇聯直升機，Mi-10祇交由蘇聯民航使用。

## 簡介

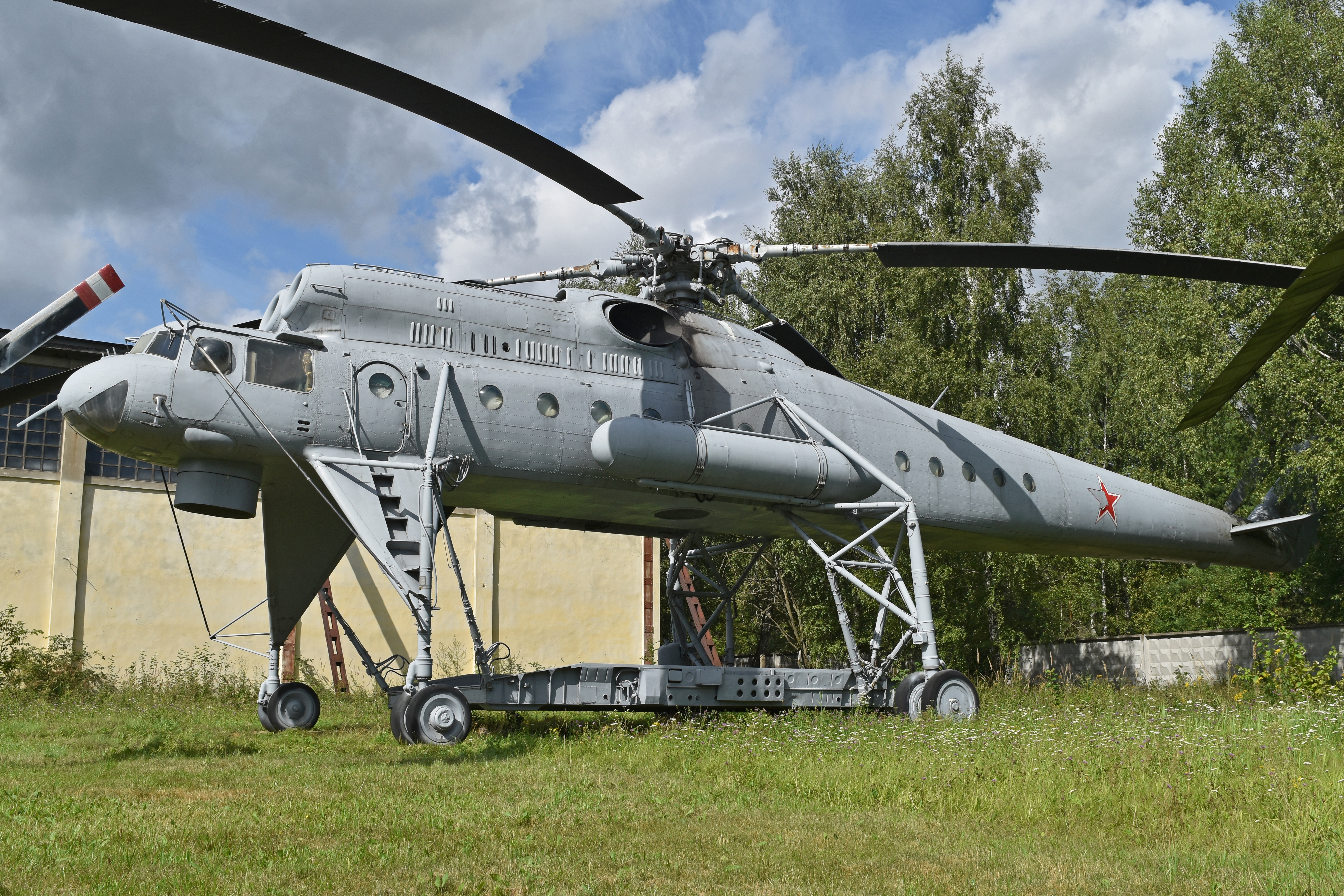
長腳型的Mi-10，在其廣闊的起落架之間吊運各種大型裝備

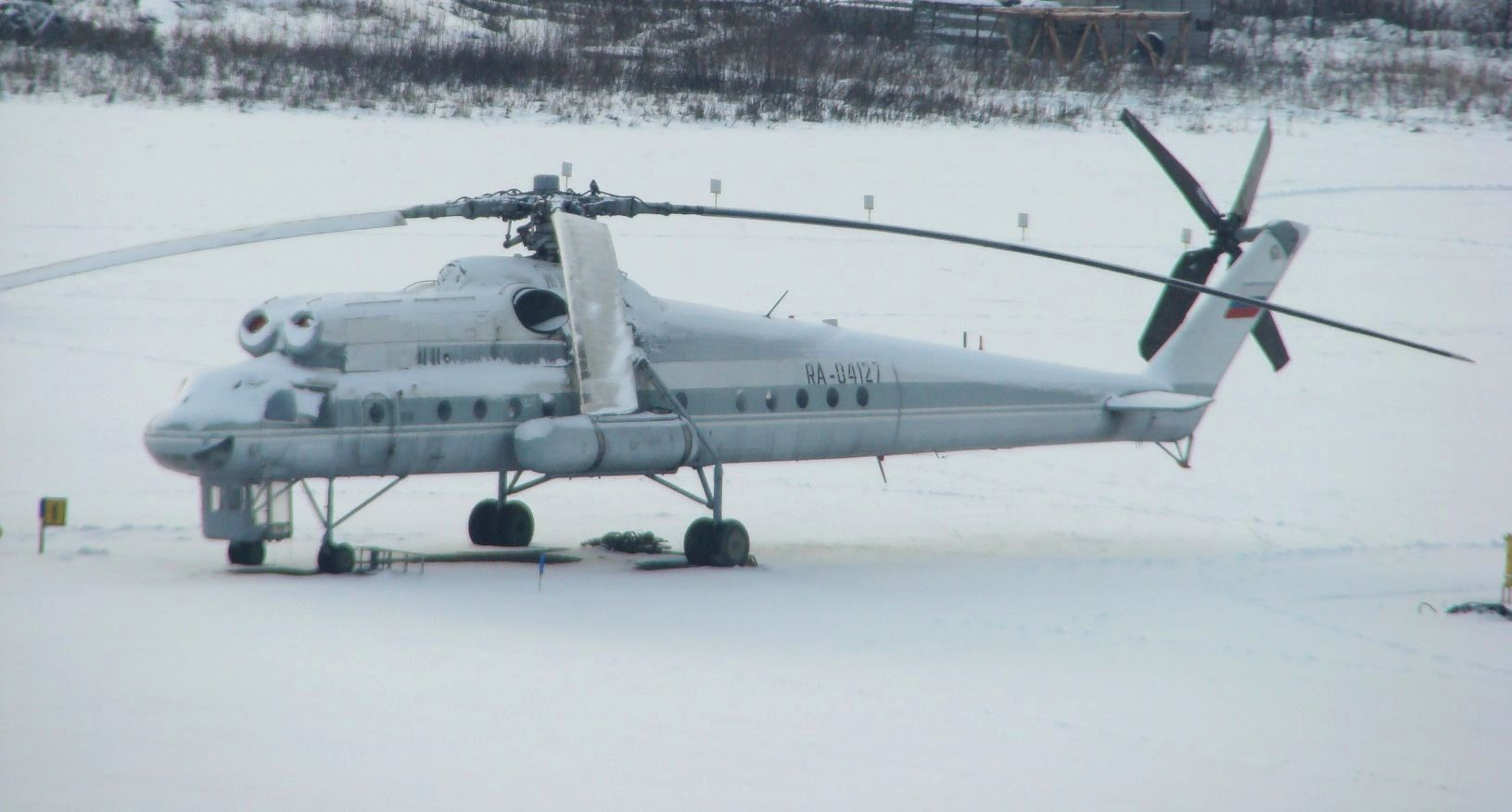
短腳型的Mi-10K

Mi-10可以被分成兩個部份，上方一個如同被按扁了的Mi-6機身（但沒有Mi-6的機翼），內裡可乘坐28人，下方有四個很長的起落架，高3.75米，其改良型Mi-10K的起落架長度縮短了很多。
長腳型的Mi-10由於高出地面甚多，其四個起落架之間又有廣闊空間，在當中加上一個大型金屬平台後，Mi-10就可以吊運大型車輛或裝備，例如:重型卡車或3.75米高的組合式房屋，最重能吊運15000公斤。
短腳型的Mi-10K機身和Mi-10一樣，祇是在機頭下方增加了一個觀察位置，每當要吊運時，工作人員坐在這個位置上操控整架直升機，Mi-10K改為一般直升機的吊運方式，在其機身內有一個大鐵鈎，在機底相應的位置開了個洞。

## 型號
- Mi-10：長腳型
- Mi-10K：短腳型

## 基本資料

Mi-10三視圖

- 乘員:4名機員（正副駕駛+領航員+維修員）+28名乘客
- 長度:32.86米
- 旋翼直徑:35米
- 高度:9.8米（Mi-10）/7.8米（Mi-10K）
- 空重:27300公斤（Mi-10）/24680公斤（Mi-10K）
- 最大起飛重量:43700公斤（Mi-10）/38000公斤
- 最大速度:200公里/小時
- 最大升限:3,000米
- 最大航程:250公里
- 發動機:兩部索羅維夫D-25渦輪發動機
- 功率:5500匹馬力

## 使用國家
- 苏联：用於蘇聯民航，主要用於偏遠地區，運送人員和大型物資

## 外部連結
- 米-10/米-10K”哈克”Mi-10/Mi-10K（Harke）搭”積木” （页面存档备份，存于）